# Vennes (Doubs)
Vennes é uma comuna francesa na região administrativa de Borgonha-Franco-Condado, no departamento de Doubs. Estende-se por uma área de 7,31 km². Em 2010 a comuna tinha 200 habitantes (densidade: 27,4 hab./km²).